# Морлі (Міссурі)
Морлі (англ. Morley) — місто (англ. city) в США, в окрузі Скотт штату Міссурі. Населення — 630 осіб (2020).

## Географія
Морлі розташоване за координатами 37°2′36″ пн. ш. 89°36′44″ зх. д. / 37.04333° пн. ш. 89.61222° зх. д. (37.043325, -89.612230).  За даними Бюро перепису населення США в 2010 році місто мало площу 2,08 км², уся площа — суходіл.

## Демографія
Згідно з переписом 2010 року, у місті мешкало 697 осіб у 284 домогосподарствах у складі 195 родин. Густота населення становила 336 осіб/км².  Було 323 помешкання (156/км²).
Расовий склад населення:
| - 95,0 % — білих - 1,1 % — чорних або афроамериканців - 0,4 % — корінних американців |

До двох чи більше рас належало 3,4 %. Частка іспаномовних становила 1,7 % від усіх жителів.
За віковим діапазоном населення розподілялося таким чином: 24,1 % — особи молодші 18 років, 58,8 % — особи у віці 18—64 років, 17,1 % — особи у віці 65 років та старші. Медіана віку мешканця становила 40,9 року. На 100 осіб жіночої статі у місті припадало 88,9 чоловіків;  на 100 жінок у віці від 18 років та старших — 86,3 чоловіків також старших 18 років.
Середній дохід на одне домашнє господарство  становив 48 078 доларів США (медіана — 42 188), а середній дохід на одну сім'ю — 52 741 долар (медіана — 46 364). За межею бідності перебувало 30,9 % осіб, у тому числі 47,2 % дітей у віці до 18 років та 13,7 % осіб у віці 65 років та старших.
Цивільне працевлаштоване населення становило 274 особи. Основні галузі зайнятості: роздрібна торгівля — 17,9 %, освіта, охорона здоров'я та соціальна допомога — 16,8 %, виробництво — 16,4 %.